# جین تاون
جین تاون (انگلیسی: Gene Towne؛ ‏ ۲۷ مارس ۱۹۰۴ – ۱۷ مارس ۱۹۷۹) یک فیلم‌نامه‌نویس اهل ایالات متحده آمریکا بود.
وی فیلم‌نامه‌نویس فیلم‌هایی همچون نیزه‌ماهی مبارز، تاریخ شب‌ها ساخته می‌شود، خوش‌اخلاق باش بانو، شانگهای و  شب بانوان در حمام بوده است.